# Brion (Maine-et-Loire)
Brion  is een plaats en voormalige gemeente in het Franse departement Maine-et-Loire in de regio Pays de la Loire en telt 1066 inwoners (2005). De plaats maakt deel uit van het arrondissement Angers.

## Geschiedenis
Op 1 januari 2016 ging de gemeente op in de op die dag gevormde commune nouvelle Les Bois d'Anjou.

## Geografie
De oppervlakte van Brion bedraagt 28,6 km², de bevolkingsdichtheid is 37,3 inwoners per km².
De onderstaande kaart toont de ligging van Brion (Maine-et-Loire) met de belangrijkste infrastructuur en aangrenzende gemeenten.

## Demografie
Onderstaande figuur toont het verloop van het inwonertal.